# Mónica Regonesi
Mónica Patricia Regonesi Muranda (n. 27 de abril de 1961), atleta chilena especializada en carrera de larga distancia. Compitió por su país en los Juegos Olímpicos de 1984 realizados en Los Ángeles, California, donde finalizó en el lugar 32.º en la maratón femenina. Regonesi logró su mejor marca en la distancia clásica (2:40.28) en 1988.
También ha competido en el Mundial de atletismo senior; en la edición de 2007, realizada en Riccione, Italia, obtuvo el primer lugar en maratón, y el tercer lugar en los 10.000 metros. En la versión celebrada en 2011, celebrada en Sacramento, Estados Unidos, obtuvo medalla de oro en 1.500 metros (logrando récord nacional) y en los 10.000 metros, además de medalla de bronce en 800 metros.

## Logros
| Año                   | Competición               | Lugar                       | Posición              | Evento                |
| Representando a Chile | Representando a Chile     | Representando a Chile       | Representando a Chile | Representando a Chile |
| --------------------- | ------------------------- | --------------------------- | --------------------- | --------------------- |
| 1979                  | Sudamericano de Atletismo | Bucaramanga, Colombia       | 3º                    | 1.500 m               |
| 1983                  | Sudamericano de Atletismo | Santa Fe, Argentina         | 2º                    | 1.500 m               |
| 1983                  | Sudamericano de Atletismo | Santa Fe, Argentina         | 1º                    | 3.000 m               |
| 1983                  | Juegos Panamericanos      | Caracas, Venezuela          | 3º                    | 3.000 m               |
| 1984                  | Juegos Olímpicos          | Los Ángeles, Estados Unidos | DNF                   | 3.000 m               |
| 1984                  | Juegos Olímpicos          | Los Ángeles, Estados Unidos | 32.º                  | Maratón               |
| 1985                  | Sudamericano de Atletismo | Santiago, Chile             | 1º                    | 1.500 m               |
| 1985                  | Sudamericano de Atletismo | Santiago, Chile             | 1º                    | 3.000 m               |
| 1985                  | Sudamericano de Atletismo | Santiago, Chile             | 1º                    | 10.000 m              |
| 1987                  | Sudamericano de Atletismo | São Paulo, Brasil           | 1º                    | 3.000 m               |
| 1987                  | Sudamericano de Atletismo | São Paulo, Brasil           | 2º                    | 10.000 m              |